# 젤다무쌍
젤다무쌍(Hyrule Warriors)은 오메가 포스와 팀 닌자가 Wii U 비디오 게임 콘솔용으로 개발한 핵 앤드 슬래시 비디오 게임이다. 이 게임은 코에이 테크모와 닌텐도 간의 협업을 통해 개발되었으며 닌텐도의 젤다의 전설과 코에이의 진·삼국무쌍 시리즈의 게임플레이로부터 기원하는 설정과 캐릭터들을 혼합하였다. 젤다무쌍은 2014년 8월 일본에서 출시되었고, 그 다음 달에 전 세계에 출시되었다. Wii U의 베스트셀링 게임들 가운데 하나가 되었다. 업데이트된 이식판 젤다무쌍 하이랄의 전설들(Hyrule Warriors Legends)은 2016년 1월 일본에서 닌텐도 3DS용으로 출시되었으며 전 세계에는 같은 해 3월 출시되었다. 3번째 강화 포팅판 젤다무쌍 하이랄의 전설들 DX(Hyrule Warriors: Definitive Edition)은 2018년 닌텐도 스위치용으로 출시되었다. 후속작 젤다무쌍 대재앙의 시대는 2020년 11월 닌텐도 스위치 전용으로 출시되었다.

## 평가
| 평론 점수 평론사 점수 3DS NS Wii U 4Players 3DS: 55/100 [ 2 ] New 3DS: 70/100 74/100 [ 3 ] 70/100 [ 4 ] CVG N/A N/A 8/10 [ 5 ] 디스트럭토이드 8/10 [ 6 ] N/A 8.5/10 [ 7 ] 에지 N/A N/A 6/10 [ 8 ] EGM N/A N/A 8/10 [ 9 ] 유로게이머 N/A N/A 8/10 [ 10 ] 패미츠 N/A N/A 36/40 [ 11 ] 게임 인포머 6/10 [ 12 ] N/A 8/10 [ 13 ] 게임 레볼루션 4/5 [ 14 ] N/A 3.5/5 [ 15 ] 게임스팟 7/10 [ 16 ] 8/10 [ 17 ] 8/10 [ 18 ] 게임스레이더+ [ 19 ] N/A [ 20 ] 게임즈TM N/A N/A 8/10 [ 21 ] 게임트레일러스 N/A N/A 7/10 [ 22 ] 자이언트 밤 N/A N/A [ 23 ] 하드코어 게이머 4/5 [ 24 ] 4.5/5 [ 25 ] 4/5 [ 26 ] 하이퍼 N/A N/A 80/100 [ 27 ] IGN 6.8 [ 28 ] 7.5/10 [ 29 ] 7/10 [ 30 ] Jeuxvideo.com N/A 16/20 [ 31 ] N/A Joystiq N/A N/A [ 32 ] 닌텐도 라이프 [ 33 ] [ 34 ] [ 35 ] 닌텐도 월드 리포트 8.5/10 [ 36 ] 8.5/10 [ 37 ] 8.5/10 [ 38 ] ONM N/A N/A 87% [ 39 ] 포켓 게이머 N/A [ 40 ] N/A 폴리곤 N/A N/A 5.5/10 [ 41 ] 섁뉴스 N/A 9/10 [ 42 ] 8/10 [ 43 ] 가디언 N/A N/A [ 44 ] US게이머 N/A 4/5 [ 45 ] 3.5/5 [ 46 ] 벤처비트 N/A 84/100 [ 47 ] 85/100 [ 48 ] VideoGamer.com N/A N/A 7/10 [ 49 ] 통합 점수 메타크리틱 70/100 [ 50 ] 78/100 [ 51 ] 76/100 [ 52 ] |                             |        |        |
| 평론 점수 |                             |        |        |
| 평론사 | 점수                        | 점수   | 점수   |
| 평론사 | 3DS                         | NS     | Wii U  |
| 4Players | 3DS: 55/100 New 3DS: 70/100 | 74/100 | 70/100 |
| CVG | N/A                         | N/A    | 8/10   |
| 디스트럭토이드 | 8/10                        | N/A    | 8.5/10 |
| 에지 | N/A                         | N/A    | 6/10   |
| EGM | N/A                         | N/A    | 8/10   |
| 유로게이머 | N/A                         | N/A    | 8/10   |
| 패미츠 | N/A                         | N/A    | 36/40  |
| 게임 인포머 | 6/10                        | N/A    | 8/10   |
| 게임 레볼루션 | 4/5                         | N/A    | 3.5/5  |
| 게임스팟 | 7/10                        | 8/10   | 8/10   |
| 게임스레이더+ | [ 19 ]                      | N/A    | [ 20 ] |
| 게임즈TM | N/A                         | N/A    | 8/10   |
| 게임트레일러스 | N/A                         | N/A    | 7/10   |
| 자이언트 밤 | N/A                         | N/A    | [ 23 ] |
| 하드코어 게이머 | 4/5                         | 4.5/5  | 4/5    |
| 하이퍼 | N/A                         | N/A    | 80/100 |
| IGN | 6.8                         | 7.5/10 | 7/10   |
| Jeuxvideo.com | N/A                         | 16/20  | N/A    |
| Joystiq | N/A                         | N/A    | [ 32 ] |
| 닌텐도 라이프 | [ 33 ]                      | [ 34 ] | [ 35 ] |
| 닌텐도 월드 리포트 | 8.5/10                      | 8.5/10 | 8.5/10 |
| ONM | N/A                         | N/A    | 87%    |
| 포켓 게이머 | N/A                         | [ 40 ] | N/A    |
| 폴리곤 | N/A                         | N/A    | 5.5/10 |
| 섁뉴스 | N/A                         | 9/10   | 8/10   |
| 가디언 | N/A                         | N/A    | [ 44 ] |
| US게이머 | N/A                         | 4/5    | 3.5/5  |
| 벤처비트 | N/A                         | 84/100 | 85/100 |
| VideoGamer.com | N/A                         | N/A    | 7/10   |
| 통합 점수 |                             |        |        |
| 메타크리틱 | 70/100                      | 78/100 | 76/100 |